# Lương Năng
Lương Năng là một xã thuộc huyện Văn Quan, tỉnh Lạng Sơn, Việt Nam.
Xã Lương Năng có diện tích 36,37 km², dân số năm 1999 là 2.441 người, mật độ dân số đạt 67 người/km².
Theo thống kê năm 2019, xã Lương Năng có diện tích 36,37 km², dân số là 2.368 người, mật độ dân số đạt 65 người/km².